# The Dance of Death
The Dance of Death è un cortometraggio muto del 1914 diretto da Robert G. Vignola e interpretato da Tom Moore e Alice Joyce. Prodotto dalla Kalem Company, il film venne distribuito nelle sale il 27 aprile 1914 dalla General Film Company.
Fu la prima sceneggiatura firmata da Hamilton Smith.

## Trama
A causa del carattere indolente di Richard, Mabel rifiuta la sua proposta di matrimonio. Il giovane, allora, parte per dimostrare di poter cavarsela da solo. Trova lavoro come segretario del console in un'isola dei Mari del Sud. Lì conosce Sahki, una danzatrice che sposa con il rito locale. Ben presto, però, Richard se ne va, promettendo di tornare presto. Ma, negli USA, Mabel accetta di sposarlo e i due fidanzati fanno la pace. Sahki, nella sua isola, attende il ritorno del marito, insieme al piccolo che ha avuto da lui. Un impresario teatrale, vedendola danzare, la induce a lasciare l'isola per portarla negli Stati Uniti. Lei accetta, con la speranza di ritrovare Richard e, nel viaggio, viene accompagnata dalla sorella Nahaku.
La sera prima del matrimonio, Mabel e Richard si recano a teatro. Lì, l'uomo resta sconvolto a vedere sul palcoscenico Sahki danzare. È la danza della morte, e l'esibizione provoca l'entusiasmo del pubblico. Ma, Sahki vede tra gli spettatori Richard e comprende che lui l'ha lasciata. Allora, quando deve mimare sulla scena la sua morte, prende un vero pugnale e si uccide davanti a tutti. Quando gli astanti si rendono conto di quello che è successo, nella sala regna la confusione e la costernazione. Richard raggiunge Sahki morente che gli spira tra le braccia. Nahaku, allora, porge all'uomo il suo bambino. Sopraggiunge Mabel: pentito, Richard le confessa la verità. Mabel, impietosita, gli prende il piccolo dalle braccia e promette di amarlo come fosse suo.

## Produzione
Il film fu prodotto dalla Kalem Company.

## Distribuzione
Distribuito dalla General Film Company, il film - un cortometraggio in due bobine - uscì nelle sale cinematografiche USA il 27 aprile 1914.